# Голова Ради Республіки Національних зборів
Голова Ради Республіки Національних зборів Республіки Білорусь (біл. Старшыня Савета Рэспублікі Нацыянальнага сходу Рэспублікі Беларусь, рос. Председатель Совета Республики Национального собрания Республики Беларусь) — одна з найвищих державних посад законодавчої влади  Республіки Білорусь. Голова Ради Республіки Національних зборів Республіки Білорусь здійснює керівництво Радою Республіки Національних зборів Республіки Білорусь, він обирається членами Ради Республіки, попередньо запропонованим на пленарному засіданні Ради Республіки Національних зборів Республіки Білорусь.
Нині посаду Голови Ради Республіки Національних зборів Республіки Білорусь обіймає Наталя Кочанова.

## Голови Ради Республіки Національних зборів Республіки Білорусь

2-й Голова Ради Республіки Національних зборів Республіки Білорусь Олександр Войтович2-й Голова Ради Республіки Національних зборів Республіки Білорусь Олександр Войтович
4-й Голова Ради Республіки Національних зборів Республіки Білорусь Борис Батура4-й Голова Ради Республіки Національних зборів Республіки Білорусь Борис Батура
5-й Голова Ради Республіки Національних зборів Республіки Білорусь Анатолій Рубінов5-й Голова Ради Республіки Національних зборів Республіки Білорусь Анатолій Рубінов
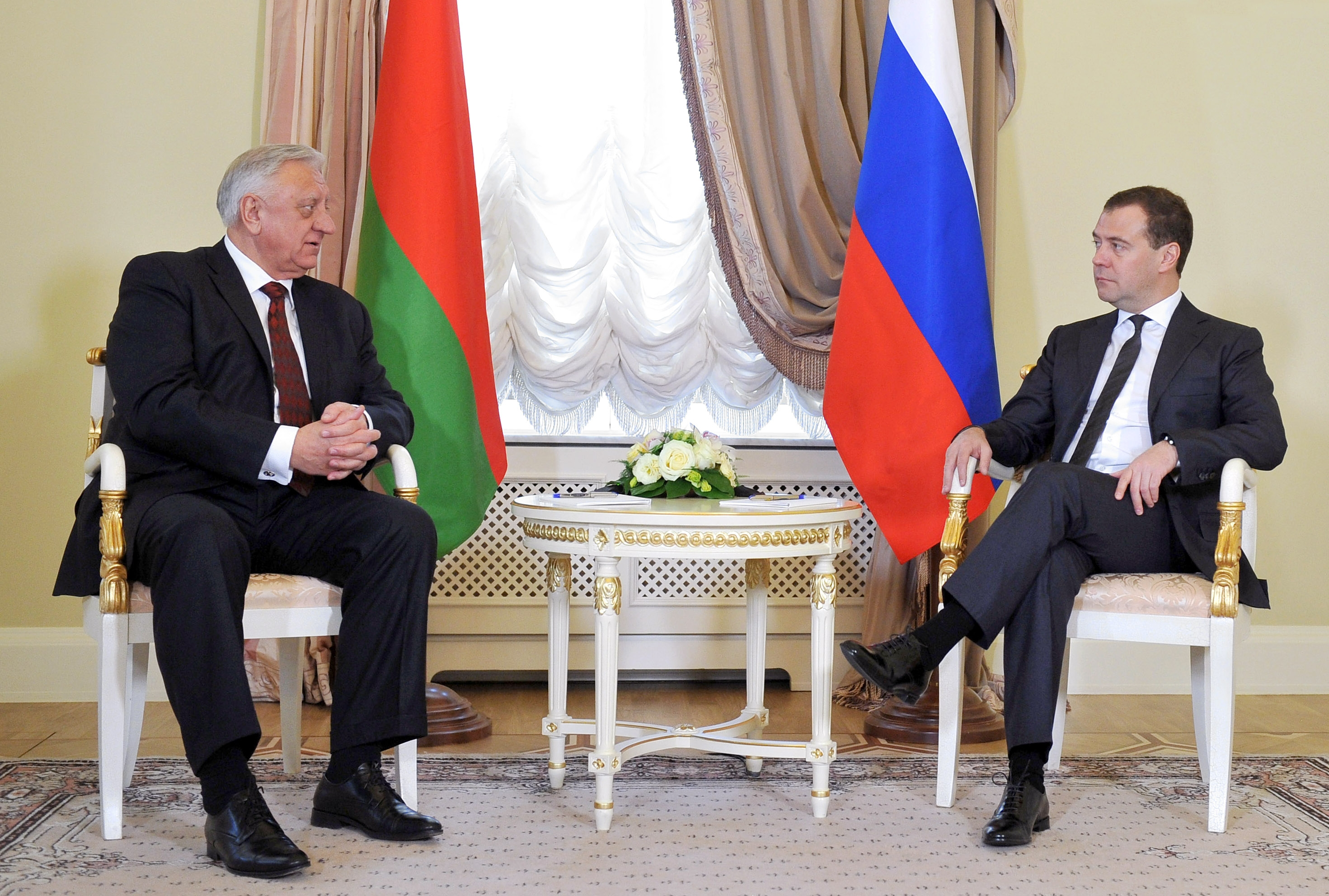
6-й Голова Ради Республіки Національних зборів Республіки Білорусь Михайло М'ясникович
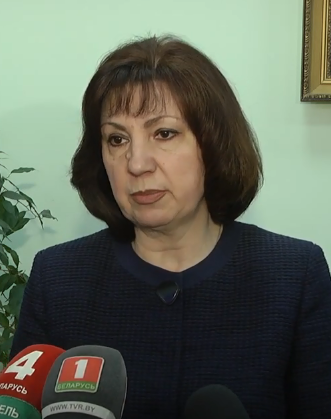
7-й Голова Ради Республіки Національних зборів Республіки Білорусь Наталя Кочанова